# دی کویین (آرکانزاس)
دی کویین (آرکانزاس) (به انگلیسی: De Queen, Arkansas) یک شهر در ایالات متحده آمریکا با جمعیت ۶٬۶۲۹ نفر است که در آرکانزاس واقع شده‌است.

## موقعیت جغرافیایی
موقعیت جغرافیایی شهرها و مناطق اطراف به شرح زیر است: